# Nisim Aloni
Nisim Aloni (in ebraico  נסים אלוני‎?; Tel Aviv, 24 agosto 1926 – Tel Aviv, 13 giugno 1998) è stato un drammaturgo e traduttore israeliano vincitore del Premio Bialik per la Letteratura nel 1983 e del Premio Israele nel 1996. La città di Tel Aviv, a sua volta, gli ha intestato una strada e l'omonimo premio letterario.
È noto (accademicamente) per essere stato il primo drammaturgo israeliano a rompere col realismo e (popolarmente) per gli sketch comici che ha scritto per il trio HaGashash HaHiver e che, negli anni, sono stati trasmessi alla radio. In essi faceva largo uso del polidialettismo del neonato Stato d'Israele.
Ram Loevy ha inoltre adattato per la televisione una sua opera, contribuendo enormemente a rendere il suo nome caro al grande pubblico.

## Biografia
Nato "Nissim Levi" da poveri genitori bulgari emigrati nell'allora Palestina britannica, crebbe nel quartiere Florentin di Tel Aviv, che ispirerà tutta la sua opera. Studiò Storia e lingua francese presso l'Università Ebraica di Gerusalemme. Grazie alla conoscenza del Francese, lavorò poi come traduttore.
Compie il proprio servizio militare presso la milizia "Notrut", la quale costituiva un ausilio alla polizia britannica. Esordì letterariamente sulla rivista Bamahane (pubblicata dalle Forze di difesa israeliane). Partecipò alla Guerra arabo-israeliana del 1948. Congedatosi, ha lavorato per i periodici B'Ayin e Ashmoret.
Esordì al Teatro Habimah di Tel Aviv con l'opera Il re più crudele. All'esordio seguì uno scandalo: l'opera, infatti, ha per protagonista Geroboamo, il primo Re d'Israele.
Nel 1961 si affermò come uno dei drammaturghi israeliani più noti grazie a I Vestiti del Re.
Aloni ebbe tanto successo da istituire (assieme ai colleghi Yossi Banai e Avner Hezkyahu) il "Teatro delle Stagioni", per il quale scriverà, e grazie al quale produrrà, La Principessa Americana (la sua opera più nota all'estero). Tutte le opere successive saranno autoprodotte; questo garantirà ad Aloni notevole libertà artistica. Sempre in quegli anni, iniziò a scrivere gli sketch per i programmi del popolarissimo trio comico HaGashash HaHiver (Cinema Gashash e Cantata per lo Shawarma). Ad oggi, come confermato dal conferimento del Premio Israele (che il trio ha ricevuto nel 2000), esso costituisce parte dell'identità israeliana.
Tenne lezioni presso la neonata (1989) Scuola di Cinema e Televisione dedicata a Sam Spiegel.
Aloni era un estimatore della leggendaria attrice Hanna Rovina, per la quale ha scritto La Zia Lisa.
Negli ultimi anni di vita, è rimasto invalido a causa di un ictus.

## Opere

### Teatro
- Nesikhah ha-Ameriḳaʾit (Tel Aviv, 1963) (traduzione inglese The American princess di Richard Flantz)
- Akhzar mi-kol ha-melekh (Tel Aviv, 1968)
- Edi King, a play in two acts (Tel Aviv, 1975)
- Ha-Kalah ṿe-tsayad ha-parparim (Tel Aviv, 1980)
- Napolyon, ḥai o met! (Tel Aviv, 1993)
- Dodah Lizah (Tel Aviv, 2000)
- Ha-Tsoʻanim shel Yafo (Tel Aviv, 2000)
- Bigde ha-melekh (Tel Aviv, 2004)

### Prosa
- Reshimot shel ḥatul reḥov (Tel Aviv, 1996)